# Pleasant Valley (comté de Colchester)
Pour les articles homonymes, voir Pleasant Valley.
Pleasant Valley est une communauté de la Nouvelle-Écosse au Canada. Elle est située dans le comté de Colchester.